# Kwaebibirem
Le district de Kwaebibirem est l’un des 17 districts de la Région Orientale (Ghana).